# 張榮麟
張榮麟（1985年5月2日—2025年7月14日），台灣撞球運動員，綽號「火雲邪神」，畢業於中國文化大學。
2003年世界青少年花式撞球錦標賽銀牌是個人撞球生涯的第一個高峰。2008年狂掃Guinness亞洲巡迴賽開始揚名國際。2012年8號球世錦賽拿下世界冠軍頭銜，並排名世界第1。，是台灣撞球繼趙豐邦之後第二人登上世界球王。2018年在美國勇奪當年球界僅次於世錦賽的INTL國際公開賽冠軍(賽事前身為歷史悠久的美國公開賽)。2019年9號球世錦賽一路過關斬將，最後於冠軍賽中惜敗俄羅斯Gorst，屈居亞軍。
生涯在台灣職業會成績：累計2度緯來職撞年度總冠軍(僅次於趙豐邦)，17座職業巡迴賽冠軍(僅次於楊清順與趙豐邦)。
2025年7月14日在參加印尼公開賽期間，於早上比賽獲勝後，下午休息時在印尼飯店突發心肌梗塞離世。

## 成績
- 2000 世界青少年花式撞球錦標賽銀牌（當時年僅15歲）。
- 2003 世界青少年花式撞球錦標賽銀牌。
- 2005 全國運動會九號球金牌。
- 2007 全國運動會九號球銀牌。
- 2007 Guinness九號球亞洲巡迴賽，兩站分站冠軍，一站總冠軍。
- 2008 Guinness九號球亞洲巡迴賽，跨季四連冠，打破魔術師的跨季三連冠。
- 2009 全國運動會九號球金牌 。
- 2010 緯來男子職業撞球年度總冠軍賽亞軍。
- 2011 全國運動會九號球銅牌。
- 2011 緯來男子職業撞球年度總冠軍賽冠軍。
- 2011 北京公開賽冠軍。
- 2011 東京公開賽冠軍。
- 2012 世界8號球錦標賽冠軍。
- 2012 全日本公開賽冠軍。
- 2012 CBSA北京密雲公開賽冠。
- 2012 世界團隊賽冠軍。
- 2012 榮登世界排名第一。
- 2012 榮獲世界年度最佳球員獎。
- 2012、2013連續兩年全國年度排名第一。
- 2013 全國運動會九號球金牌。
- 2013 世界花式撞大師賽季軍。
- 2013 世界運動會銀牌。
- 2013 全日本公開賽亞軍。
- 2013 Golden Break馬來西亞邀請賽冠軍。
- 2013 全國職業排名賽四連冠。
- 2014 Golden Break馬來西亞邀請賽亞軍。
- 2014 CBSA江苏洪澤8號球公開賽冠軍。
- 2014 緯來男子職業撞球年度總冠軍賽冠軍。
- 2016 國手選拔 亞軍。
- 2016 科威特9號球公開賽亞軍。
- 2016 美國9號球公開賽亞軍。
- 2017 中國公開賽亞軍。
- 2017 CBSA柳州9號球公開賽冠軍。
- 2017 東京公開賽冠軍。
- 2016、2017 兩度重回世界排名第一。
- 2018 CBSA廣州·海珠9球國際公開賽冠軍。
- 2018 INTL國際9號球公開賽冠軍。
- 2019 德比經典賽10號球大腳球檯邀請賽冠軍。
- 2019 世界9號球錦標賽亞軍。
- 2020 拉斯維加斯10號球公開賽冠軍。
- 2023 美洲豹-璟點中式8球大獎賽冠軍。
- 2023 世界團隊賽亞軍。
- 2024 美洲豹混雙邀請賽冠軍。
- 2024 亞洲9號球錦標賽冠軍。
- 2024 亞洲10號球錦標賽冠軍。
- 2024 美洲豹混雙公開賽亞軍。
- 2025 CTPBA台灣職業巡迴賽第一站亞軍。
- 2025 CTPBA台灣職業巡迴賽第三站冠軍。
- 2025 印尼10號球公開賽32強（賽期中離世）。

## 著作
- 《逐夢計畫─35個點夢成真的一句話》〈世界級的火雲邪神〉，出版社：正中書局，2014年。